# Майдугури
Майдугури (на английски: Maiduguri) е град в Нигерия. Агломерацията на града има население от около 1 065 000 жители (по изчисления от март 2016 г.). Намира се в Североизточна Нигерия в щата Борно на река. В градът е разположено Международно Летище Майдугури както и Майдугурийския университет. Градът е разположен в края на жп линия свързваща го с други нигерийски градове.